# Senén Niño
Senén Niño Avendaño (Tunja, Boyacá, 28 de mayo de 1954) es un político y docente colombiano. En el año 2014 fue elegido Senador de la República con 12.313 votos. 

## Biografía
Niño es un líder sindical del departamento de Boyacá, estudió pedagogía en la Universidad Pedagógica y Tecnológica de Colombia. Es miembro del Polo Democrático Alternativo y pertenece al sindicado de educadores colombiano, FECODE, fue su Presidente entre 2008 y 2013, el mayor sindicato  de Colombia. En 2013 fue elegido Vicepresidente del comité ejecutivo de la Central Unitaria de Trabajadores (CUT), la mayor central obrera del país. Integrante del comité ejecutivo mundial de la Internacional de la Educación.